# Kanton Carcassonne-Centre
Kanton Carcassonne-Centre (fr. Canton de Carcassonne-Centre) je francouzský kanton v departementu Aude v regionu Languedoc-Roussillon. Je tvořen centrem města Carcassonne.